# Kenyér és só

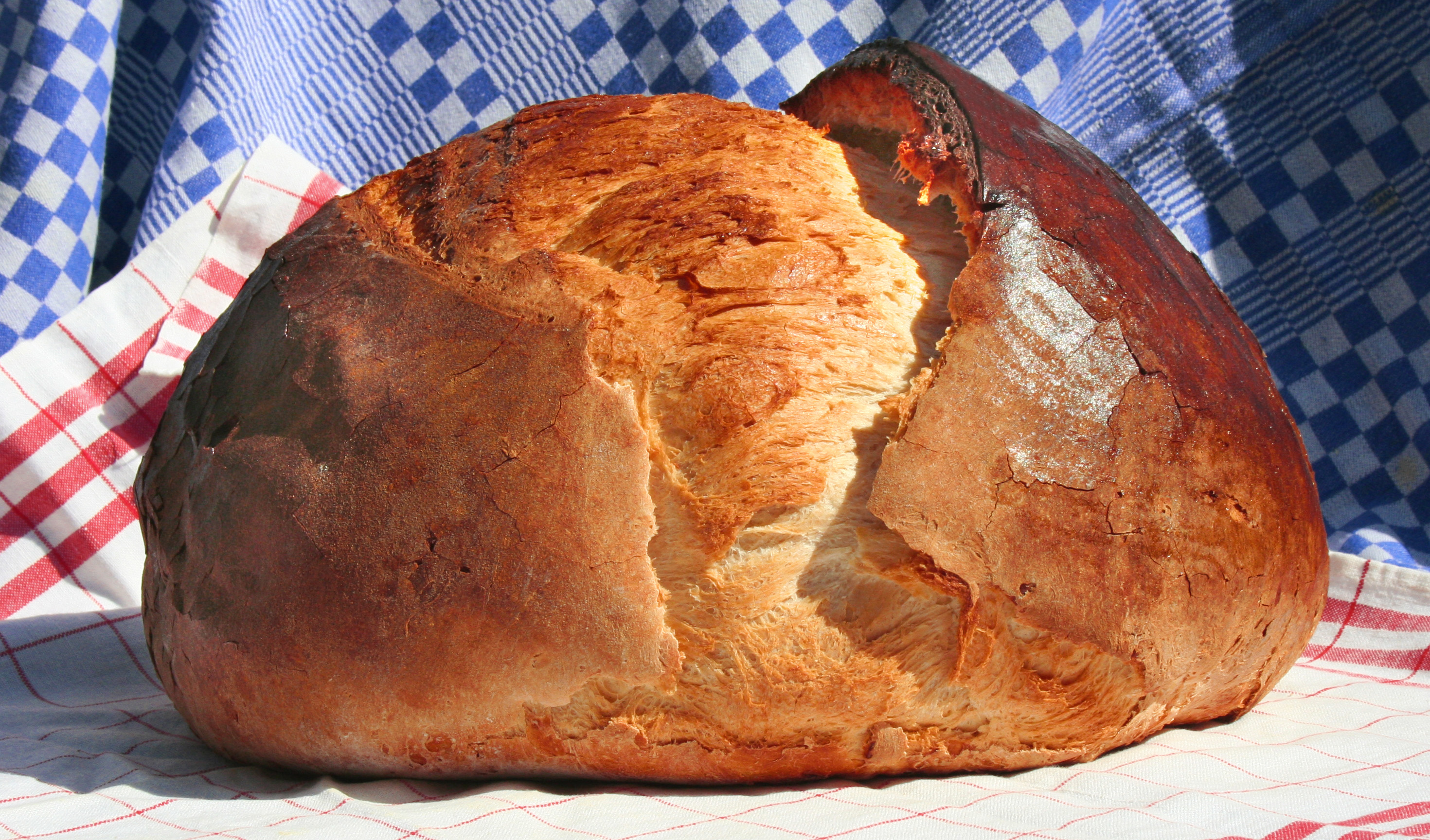
Frissen sült kenyér

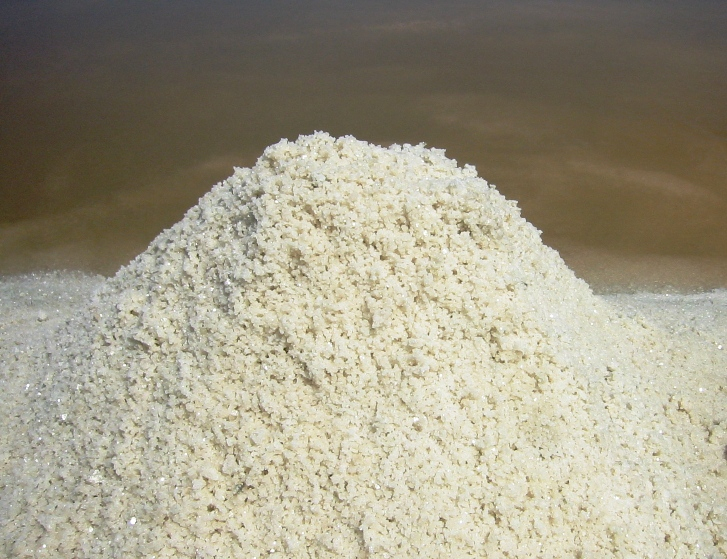
Tengeri só

A kenyér és só az élet örökkévalóságának és folytonosságának szimbólumai. Főleg a szláv népeknél szokás kenyérrel és sóval köszönteni a vendéget. Aki kenyeret és sót ajándékoz valakinek, az óvni akarja a másik embert a szerencsétlenségtől és a gonosz betegségektől.
Magyarországon a kenyér mint a család jólétét, bőségét, termékenységét szimbolizáló és biztosító alapvető táplálék, általában valaminek a kezdetekor kap szerepet, amikor jellemző a jövőbeli célok mágikus biztosítása. Elterjedt népszokás az új házba vitt kenyér és só, amely a háziak jólétét biztosítja vagy azt szimbolizálja.
Az esküvő után az ifjú párt kenyérrel és sóval kínálják, amiből mindketten esznek egy-egy falatot annak jeléül, hogy együtt osztoznak az élet javain és mindig legyen bőven mit enniük és ne hiányozzon házasságuk napjaiból az élet sója sem.
A Mindenszenteket követő hajnalon a halottak napjára ébredünk. Sok helyen hagyomány ilyenkor, hogy a halottak hazalátogatnak és ezért sok helyen megterítenek nekik, kenyérrel, sóval és vízzel várják őket.